# ますおかの完パケましょう
ますおかの完パケましょう（ -かん- ）は、2007年2月からCS放送・ファミリー劇場で放送されていたテレビ番組で、お笑いコンビ・ますだおかだの冠番組である。
松竹芸能が制作協力。全12回。2008年3月期（第12回）の放送をもって終了した。

## 概要
この番組のテーマである『ゲストの夢、叶えます!』のもと、ますだおかだ（増田英彦、岡田圭右）の2人が毎回ゲスト一人を招き、ゲストが一度テレビでやってみたかった事に挑戦する。番組では企画会議から撮影、完成に至るまでの経緯で進行していく。
毎週月曜日22:30 - 23:00、再放送は火曜日26:30 - 27:00（水曜日未明2:30 - 3:00）に放送。また、月 - 木曜11:55 - 12:00に5分間のショートバージョンも放送されている。内容は毎月第2月曜日に更新される。
完パケとは完全パッケージの略。

## ゲスト
- 第1回（2007.2.12）：角田信朗
- 第2回（2007.3.12）：香田晋
- 第3回（2007.4.09）：安めぐみ
- 第4回（2007.5.14）：大林素子
- 第7回：松村邦洋
- 第8回：阿藤快
- 第9回：長州小力
- 第10回：KABA.ちゃん
- 第11回：原口あきまさ

など